# 5967 Edithlevy
5967 Edithlevy este o planetă minoră (asteroid), cu un diametru de 3,059 km, din centura de asteroizi. A fost descoperită pe 9 februarie 1991 la Observatorul Palomar de Carolyn S. Shoemaker. 
Obiectul prezintă o orbită caracterizată de o semiaxă mare de 1,9415516 UAi, o excentricitate de 0,06, o înclinație de 24,10797 ° în raport cu ecliptica.